# Thurniaceae
Thurniaceae is een botanische naam, voor een familie van eenzaadlobbige planten. Een familie onder deze naam wordt door de meeste systemen van plantensystematiek erkend, en ook door het APG-systeem (1998) en het APG II-systeem (2003).
Het gaat om een kleine familie, van enkele soorten. Merk op dat APG I dit beschouwde als een familie van slechts één genus (met daarnaast een familie Prioniaceae), terwijl APG II dit beschouwt als een familie van twee genera: Prionium en Thurnia.
Het Cronquist-systeem (1981) plaatste de familie in de orde Juncales.